# Werner Dubois
Werner Dubois, född 26 februari 1913 i Wuppertal, död 22 oktober 1971 i Münster, var en tysk SS-Scharführer, som var delaktig i Aktion T4 och Operation Reinhard.

## Biografi
I mitten av 1930-talet blev Dubois medlem i Nationalsozialistisches Kraftfahrkorps (NSKK) och kom att arbeta som chaufför och mekaniker i koncentrationslägren Oranienburg och Sachsenhausen.

### Aktion T4
I september 1939 inleddes officiellt Nazitysklands så kallade eutanasiprogram Aktion T4, inom vilket psykiskt och fysiskt funktionshindrade personer mördades. Dubois anställdes som likbrännare och chaufför av Gekrat-bussar vid eutanasianstalterna i Bernburg, Hadamar, Brandenburg och Grafeneck. År 1941 gifte sig Dubois med Edith Fischer, som också tjänstgjorde inom Aktion T4. Paret fick två barn.

### Operation Reinhard
Operation Reinhard var nazism|nazisternas plan att utrota Generalguvernementets judiska befolkning. I april 1942 kommenderades Dubois till förintelselägret Bełżec där han var en av de ansvariga för gaskamrarna. Efter att Bełżec hade avvecklats posterades han i förintelselägret Sobibór. Han sårades allvarligt i samband med upproret i lägret den 14 oktober 1943.

### Efter andra världskriget
Från maj 1945 till december 1947 befann sig Dubois i amerikansk krigsfångenskap. Vid Bełżecrättegången (1963–1965) blev han frikänd på grund av att ha handlat under tvång (tyska Putativnotstand). Vid Sobibórrättegången (1965–1966) befanns Dubois vara skyldig till medhjälp till mord på minst 15 000 personer och dömdes till tre års fängelse.